# 商琦
商 琦（しょう き、生没年不詳）は、モンゴル帝国（大元ウルス）に仕えた漢人官僚の一人。字は徳符。クビライに仕え京兆地方の経営に尽力した商挺の息子の一人。

## 概要
大徳8年（1304年）、オルジェイトゥ・カアン（成宗テムル）のケシクテイ（宿衛）に選ばれ、後に皇太子アユルバルワダの計らいにより集賢直学士の地位を授けられた。アユルバルワダが仁宗ブヤント・カアンとして即位すると、皇慶元年（1312年）に集賢侍講学士とされ、延祐4年（1317年）には侍読官・通奉大夫に昇格となった。泰定元年（1324年）、秘書卿の地位に移ったが、病により帰郷し間もなく亡くなった。商琦は山水画を得意としていたと伝えられており、また四川に赴任した時は法をよく守り私的な判断をすることはなかったという。